# Dzsumabosz
Dzsumabosz (macedónul: Џумабос, törökül Cumabosu) település Észak-Macedóniában, a Délkeleti körzet Dojrani járásában.

## Népesség
| Lakosok száma | 66   | 87   | 41   | 8    |      |
|               | 1948 | 1953 | 1961 | 1971 | 1981 |

2002-ben lakatlan település, korábban törökök lakták.